# Dominique Marny
 (août 2017).
Si vous disposez d'ouvrages ou d'articles de référence ou si vous connaissez des sites web de qualité traitant du thème abordé ici, merci de compléter l'article en donnant les références utiles à sa vérifiabilité et en les liant à la section « Notes et références ».
Dominique Marny, née à Neuilly-sur-Seine, est une écrivaine française.

## Biographie
Elle a écrit de nombreux romans historiques et contemporains, dont plusieurs ont été traduits à l'étranger. Petite-nièce de Jean Cocteau, elle a consacré sept ouvrages au poète et a été élue à l'unanimité Présidente du Comité Jean Cocteau, le 5 février 2018. Ce Comité est chargé de défendre et de promouvoir l'œuvre de Jean Cocteau à l'échelle nationale et internationale, notamment à travers la délivrance d'autorisations données par son président au titre du droit moral. 
Depuis plusieurs années, elle travaille sur la thématique du sentiment amoureux dans l'art et la littérature. Elle a été co-commissaire de plusieurs expositions dans différents musées dont Le Palais Lumière à Évian et le Musée de Millau.

## Œuvres

### Romans
- Darjeeling, JC Lattès, 1996
- À l'ombre des amandiers, Presses de la Cité, 1997
- Du côté de Pondichéry, Presses de la Cité, 1999
- La Rose des vents, Presses de la Cité, 2000
- Les Nuits du Caire, Presses de la Cité, 2001
- Le Regard du Sphinx, Presses de la Renaissance, 2002
- Ne disons pas au jour les secrets de la nuit, en collaboration avec Jean-Paul Gourévitch, Presses de la Renaissance, 2003
- Le Roman de Jeanne, Le Pré aux Clercs, 2003
- Cap Malabata, Presses de la Cité, 2003
- Et tout me parle de vous, Presses de la Cité, 2004
- Mes nuits ne sont pas les vôtres, Presses de la Cité, 2005
- Jouez cœur et gagnez, Presses de la Cité, 2006
- Du côté de Bombay, Presses de la Cité, 2007
- Les Fous de lumière 1, Hortense, L'Archipel, 2008
- Les Fous de lumière 2, Gabrielle, L'Archipel, 2008
- Il nous reste si peu de temps, Presses de la Cité, 2009
- La Conquérante, Presses de la Cité, 2010 (nouvelle édition)
- J'ai cherché celui que mon cœur aime, Presses de la Cité, 2011
- Crystal Palace, Presses de la Cité, 2012 (nouvelle édition)
- Les Pêcheurs de lune, Presses de la Cité, 2014
- Jeux de clés, Presses de la Cité, 2016
- Quai de la Perle, Presses de la Cité 2019
- Villa Hestia, Presses de la Cité, 2022
- Un Ciel prometteur, Presses de la Cité, 2024

### Publications sur Jean Cocteau
- Les Belles de Cocteau, JC Lattès, 1995
- La Belle et la Bête, les coulisses du tournage, Le Pré aux Clercs, 2005 (Réédition 2013 chez Hors Collection)
- Jean Cocteau, archéologue de sa nuit, Textuel, 2010
- Jean Cocteau le magnifique, les miroirs d'un poète, en collaboration avec Pascal Fulacher, Gallimard, 2013
- Jean Cocteau ou le Roman d'un funambule, Éditions du Rocher, 2013
- Le Paris de Cocteau, Éditions Alexandrines, 2015
- Jean Cocteau, Chambres avec vues, Editions des Saints Pères 2023

### Thématique du sentiment amoureux
- Je n'ai rien à te dire sinon que je t'aime, Textuel, 2013 (Présentation et choix de correspondances célèbres)
- Écrits d'amour, des troubadours à Patti Smith, Omnibus, 2015 (Présentation et choix d'écrits amoureux dans la littérature occidentale)
- L'Amour fou à Paris. Art et Passion. Huit couples légendaires, Omnibus 2018.
- Je t'aime, Editions des Saints Pères, 2024 (Beau-livre sur le sentiment amoureux, réunissant manuscrits, citations, oeuvres picturales, dessins et photographies)

## Commissariat d'expositions
- L'art d'aimer, exposition au Palais Lumière d'Evian, 2012
- Légendes des mers, exposition au Palais Lumière d'Evian, 2013
- Jean Cocteau, le Magnifique, exposition au MLM, Paris, 2013
- Contes de Fées, de la tradition à la modernité, exposition au Palais Lumière d'Evian, 2014
- Si l'amour m'était conté, exposition au Musée de Millau, 2016
- Contes de Fées, exposition à l’Espace Saint-Jacques, Saint-Quentin, 2020
- L’Amour fou. Intimité et Création, exposition au Musée des Beaux-Arts, Quimper, 2020
- L’Amour fou. Intimité et Création, exposition au Musée Sainte-Croix, Poitiers 2021
- Jean Cocteau, Le château des enchantements, exposition au Musée Jean-Cocteau-Le Bastion, Menton, 2022
- Jean Cocteau, Le château des mystères, exposition au Musée Jean Cocteau-Le Bastion, Menton, 2023
- Jean Cocteau, Le château des illusions, exposition au Musée Jean Cocteau-Le Bastion, 2024